# 奥村昭夫 (デザイナー)
奥村 昭夫（おくむら あきお、1943年 - ）は、東京都出身のデザイナー。西北大学（中国）客座教授、西村奨学財団理事。京都大学客員教授（2007年7月〜2016年3月）。

## 来歴
西北大学（中国）客座教授。2016年3月まで京都大学客員教授を務める。京都大学iPS細胞研究所のシンボルマークや京都大学学術研究支援室（KURA）のロゴマーク、京都大学のホームページなどを手がけるほか、江崎グリコ・ロート製薬VI、ディアモール大阪シンボルマーク、江崎グリコ・月桂冠・牛乳石鹸・ハウス食品・近鉄百貨店パッケージなどのデザインも手掛ける。
NPO法人日本タイポグラフィ協会会員。

## 主な受賞歴
- N.Y.TDCジャッジズチョイス
- N.Y.ADC銀賞・銅賞
- 日本パッケージデザイン大賞銀賞
- 日本タイポグラフィ協会ベストワーク賞
- ロンドン国際広告賞部門賞
- ニューヨークフェスティバル銅賞
- 香港グラフィックデザイン金賞
- サントリー奨励賞（佐治敬三賞）[4]など

制作したポスターがニューヨーク近代美術館永久保存。

## 著作・作品集
- 『デザイン発見』六耀社〈六耀社〉、1998年。ISBN 4897373050。
- 『干支の本』アムズアーツプレス〈アムズアーツプレス〉、2002年。ISBN 9784946483660。
- 『奥村昭夫的平面設計』『奥村昭夫的包装設計』『奥村昭夫的VI設計』（広西美術出版社）

他

## 主な講演・個展・グループ展

### 講演会・対談
- 大学とグラフィックデザイン（とデザイナー）（2015年11月5日）
- モリサワ文字文化フォーラム 第6回 - 表現と伝達（2012年2月1日）

### 個展
- dddギャラリー第184回企画展 GRAPHIC WEST 4　奥村昭夫と仕事展（2012年01月18日～03月08日）[5]

### グループ展
- TYPE WEST #01 Collective Library 2019（2019年2月12日～2月21日）